# Medal Hannu Koskivuoriego
Medal Hannu Koskivuoriego – wyróżnienie przyznawane corocznie przez Fiński Związek Narciarski osobie, społeczności lub organizacji. Kryterium przyznania nagrody jest wieloletnia praca na rzecz fińskiego narciarstwa. Jedna strona medalu przedstawia postać jego patrona, Hannu Koskivuoriego – fińskiego biznesmena działającego na rzecz sportu, natomiast druga strona medalu przedstawia napis „Latua avaten” (pl. Otwarcie toru). Medal został zaprojektowany przez Yrjö Lohko i wydrukowano go w 50 egzemplarzach. Medal jest wręczony w listopadzie każdego roku.

## Laureaci
| Rok  | Laureat                    |
| ---- | -------------------------- |
| 1985 | Hannu Koskivuori           |
| 1986 | Reino Kuntola              |
| 1987 | Pekka Kuvaja               |
| 1988 | Toivo Lehtovuori           |
| 1989 | Heikki Hampaala            |
| 1990 | Lasse Johansson            |
| 1991 | Sanoma News                |
| 1992 | Tauno Juurtola             |
| 1993 | Antero Kekkonen            |
| 1994 | Kalevi Männys              |
| 1995 | Szkoła sportowa w Vuokatti |
| 1996 | Heikki Keltto              |
| 1997 | Lennart Johansson          |
| 1998 | miasto Lahti               |
| 1999 | Juha Mieto                 |
| 2000 | Jorma Kuula                |
| 2001 | Siły Zbrojne Finlandii     |
| 2002 | Paavo M. Petäjä            |
| 2003 | Eeti Nieminen              |
| 2004 | Leena Jääskeläinen         |
| 2005 | Kalevi Häkkinen            |
| 2006 | Pauli Dunder               |
| 2007 | Fiński Komitet Olimpijski  |
| 2008 | Yle                        |
| 2009 | Matti Pulli                |
| 2010 | Alpo Peltola               |
| 2011 | Leila Lepistö              |
| 2012 | FIS                        |
| 2013 | Seppo Heikkala             |
| 2014 | Tarmo Ängeslevä            |
| 2015 | Ilkka Tiilikainen          |
| 2016 | Siiri Rantanen             |
| 2017 | Eino Kalpala               |
| 2018 | Aatto Lamminpää            |
| 2019 | Immo Kuutsa                |
| 2020 | Roger Talermo              |
| 2021 | Heikki Hämäläinen          |
| 2022 | Vesa-Pekka Sarparanta      |